# Beatrice di Savoia (signora di Faucigny)
Beatrice di Savoia, detta anche Beatrice di Faucigny (1237 – aprile 1310), fu delfina consorte del Viennois e contessa consorte di Albon, dal 1253 al 1269 e poi delfina reggente del Viennois e contessa reggente di Albon, dal 1269 al 1273, Viscontessa consorte di Béarn, dal 1273 al 1290 e inoltre Signora di Faucigny, dal 1268 alla sua morte.

## Origine
Beatrice, secondo il documento n° 407 del Peter der Zweite Graf von Savoyen, Markgraf in Italien, sein Haus und seine Lande, dello storico Johann Ludwig Wurstemberger, era l'unica figlia del Conte di Savoia, Conte di Richmond e Lord guardiano dei cinque porti, Pietro II e, come ci conferma il documento n. 583 del Peter der Zweite Graf von Savoyen, Markgraf in Italien, sein Haus und seine Lande, dello stesso autore, della Signora di Faucigny, Agnese, che, secondo lo storico francese, Samuel Guichenon, nel suo Histoire généalogique de la royale maison de Savoie, era figlia di Aimone II, signore di Faucigny mentre della madre non si conoscono né il nome né gli ascendenti; ma, dal testamento di Agnese di Faucigny, datato 9 agosto 1268, che cita la sorella, Beatrice (dominæ Beatrici dominæ de Thoria et Villario sorori suæ), e Simone de Joinville (Simoni de Joinville dom. de Jaiz fratri suo), fratellastro suo e di Beatrice, figlio di Beatrice d'Auxonne, signora di Mernay (Beatrix dame de Mernay ma mere), come si legge nel documento n° 45 del Cartulaire de Hugues de Chalon (1220-1319), si deduce che la madre di Agnese fu Beatrice d'Auxonne, figlia di Stefano, conte d'Auxonne e di Beatrice contessa di Chalon, come da documento n° 254 del Jean de Joinville et les seigneurs de Joinville.
Pietro II di Savoia, secondo i documento n. 58 e 76 del Peter der Zweite Graf von Savoyen, Markgraf in Italien, sein Haus und seine Lande, del Wurstemberger, era il figlio maschio sestogenito del Conte di Savoia, Conte d'Aosta e Moriana, Tommaso I e della moglie, Margherita o forse Beatrice, che secondo la Chronica Albrici Monachi Trium Fontium era figlia del Conte di Ginevra, Guglielmo I e della signora di Faucigny, Beatrice.

## Biografia
Nel dicembre del 1241, secondo il documento n° 149 del Peter der Zweite Graf von Savoyen, Markgraf in Italien, sein Haus und seine Lande, Aimone di Faucigny (Aymo dominus Fuciniaci), il nonno materno di Beatrice (Beatricem filiam Agnetis filiæ suæ ex Petro de Sabaudie), la promise in sposa al delfino del Viennois Ghigo VII (Guigoni Dalphino comiti Viennensi et Albonensi), assicurando una cospicua dote e promettendo che, se sua figlia Agnese (sua erede universale) non avesse generato un figlio maschio, la signoria di Faucigny, sarebbe andata a Beatrice e Ghigo.
Dopo che, nel 1236, una sua cugina, Eleonora di Provenza, figlia Beatrice, una sorella di suo padre, aveva sposato il re di Inghilterra, Enrico III, e quindi era regina d'Inghilterra, aveva accolto a corte tra gli altri suoi tre zii, Bonifacio, Pietro e Guglielmo (†1239), vescovo di Valence e rettore di Vienne,; Bonifacio divenne arcivescovo di Canterbury, mentre Pietro che aveva ricevuto l'Onore di Richmond, nel 1240, secondo il monaco benedettino inglese, cronista della storia inglese, Matteo di Parigi, arrivò in Inghilterra nel 1241 e diede una grande festa; e nel maggio di quello stesso anno, Pietro, ancora secondo i Charter Rolls of Henry III, ricevette in dono dal re suo nipote, altri feudi e signorie.
Ancora secondo il Complete Peerage (non consultato), in quegli anni, sino al 1249, suo marito, Pietro continuò a ricevere omaggi da re suo nipote, tra cui il titolo di Lord guardiano dei cinque porti e una casa a Londra, nel luogo dove oggi sorge il Savoy Hotel; la casa di Londra, secondo i Charter Rolls of Henry III, che era vicino al Tamigi gli fu regalata nel 1246.
Nel 1253, Beatrice, secondo il De Allobrogibus libri novem, fu data in moglie al delfino del Viennois e conte di Albon, conte di Grenoble, di Oisans, di Briançon, di Embrun e di Gap Ghigo VII (1225 – 1269), che, secondo il De Allobrogibus libri novem, era il figlio maschio primogenito del delfino del Viennois e conte di Albon, conte di Grenoble, di Oisans e di Briançon e conte consorte di Embrun e di Gap, Andrea Ghigo VI e di Beatrice di Monferrato.
Sempre, nel 1253, sua madre, Agnese, succedette suo jure al padre nella signoria di Faucigny.
Nel 1255, suo padre, Pietro fece un testamento in favore soprattutto della figlia, Beatrice, e della moglie, Agnese, alle quali lasciò cospicue somme di denaro, della nipote Eleonora, per i feudi in Inghilterra e del fratello Filippo, per gli altri feudi, come da documento n° 407 del Peter der Zweite, Graf von Savoyen, Markgraf in Italien.
Ancora secondo il Peter der Zweite Graf von Savoyen, Markgraf in Italien, sein Haus und seine Lande, sua madre Agnese, nel 1262 fece due testamenti:
- nel primo, documento n. 583 del mese di ottobre, disponeva che Beatrice e il marito Ghigo VII, fossero suoi eredi per un terzo delle sue proprietà, mentre gli altri due terzi andavano al marito, Pietro[2]
- nel secondo, documento n. 586 del mese di novembre, confermava la spartizione di un terzo e due terzi specificando che alla figlia e al genero andavano solo i territori, esclusi i castelli e altre fortificazioni che spettavano al marito, Pietro[21].

Nel 1263, il conte di Savoia, suo cugino, Bonifacio, fu attaccato alle porte di Torino dalle truppe del comune di Asti, che lo sconfissero e lo fecero prigioniero e dove morì per le ferite riportate.
Non essendo ancora sposato, Bonifacio non aveva eredi, e la successione sarebbe spettata ai figli maschi del fratello di suo padre, Pietro, il duca Tommaso II; anche le sorelle di Bonifacio avanzarono pretese.
Quando seppe del decesso di Bonifacio di Savoia, Pietro si trovava dunque in Inghilterra, ma rientrò immediatamente nei domini sabaudi, in quanto i Savoia non avevano ancora recepito la legge salica e, come tradizione, la nomina del nuovo conte avveniva a seguito di un'assemblea familiare; alla fine, il conte di Richmond e di Romont, suo padre, Pietro, riuscì a farsi riconoscere conte di Savoia, ottenendo il titolo, nonostante fosse solamente lo zio del defunto conte e Amedeo IV avesse lasciato volontà testamentaria che, in caso di morte di Bonifacio, il trono dovesse passare al figlio primogenito di Tommaso II, Tommaso III.
Quindi suo padre, Pietro, subentrò come XIII conte di Savoia nel 1263, Pietro II.
Dopo essere divenuto conte di Savoia, suo padre Pietro II, fece un testamento nel 1264, in cui indicava Beatrice (filiam suam Beatricem uxorem Guigonis Dalphini) come sua erede, e lasciti alla nipote Eleonora e alla moglie, Agnese (Agneti conjugi suæ) ed esecutore testamentario il fratello Filippo, vescovo di Valence e arcivescovo di Lione.
Il 27 giugno 1267, suo marito, Ghigo VII (Guigo Dalphinus, Vienn. et Albonis comitis), fece testamento, disponendo che il suo erede sarebbe stato il figlio maschio primogenito, Giovanni (Johannem filium meum eredem mihi), citando anche le due figlie femmine (Annam et Catharinam filias meas) e la moglie (Beatrix uxor mea).
Suo padre, Pietro II, nel 1268, fece un ultimo testamento dove chiedeva di essere sepolto ad Altacomba e designava suo successore nella contea il fratello Filippo e inoltre specificava i diversi lasciti per tutti gli altri parenti, inclusa la figlia, Beatrice (filiam nostrum B. Dalphinam de Vienneisio), come da documento n° 749 del Peter der Zweite, Graf von Savoyen, Markgraf in Italien,.
Suo padre, Pietro II, il Piccolo Carlo Magno, si spense a Pierre-Châtel, il 16 maggio 1268, senza eredi maschi e perciò lo stato sabaudo venne ereditato dal fratello Filippo I di Savoia, mentre Pietro venne tumulato nell'Abbazia di Altacomba, in Savoia.
Sua madre, Agnese, rimasta vedova, con un nuovo testamento riconobbe Beatrice (Beatricem comitissam Viennensem et Albonensem filiam suam) sua erede universale.
Sua madre, Agnese, morì l'11 agosto 1268; Beatrice divenne signora di Faucigny, portando in dote una terra lontana dal Delfinato e avamposto minacciante la contea di Savoia. Questa terra fu in seguito oggetto di conflitto fra le due casate.
Suo marito, Ghigo VII, morì nel dicembre 1269 e gli succedette il figlio, Giovanni, sotto la reggenza di Beatrice.
Beatrice mantenne la reggenza per circa quattro anni, sino al 1273, quando si sposò in seconde nozze col Visconte di Béarn Gastone VII di Moncada, che era vedovo di Mathe di Matha (†1270 o 1273), viscontessa di Marsan; il contratto di matrimonio era stato redatto il 2 aprile 1273.
Dopo la morte del figlio primogenito Giovanni I del Viennois, deceduto il 24 settembre 1282 a causa di una brutta caduta da cavallo a Bonneville, Beatrice decise di fondare a sud della città di Taninges, una certosa per accogliere le spoglie del figlio e pregare per la sua anima.
Dopo la morte del figlio, nel 1282, cedette le proprietà del marito, Ghigo VII, al genero, Umberto I de la Tour-du-Pin, a cui cedette anche, pur mantenendone l'usufrutto, la signoria di Faucigny, nel 1294.
Beatrice rimase vedova per la seconda volta, il suo secondo marito, Gastone VII, fece testamento il 21 aprile 1290, e morì il 26 aprile.
Nel 1307, Beatrice, come risulta dal documento n° 17076 del Regeste dauphinois, fece un'ultima concessione al nipote Ghigo (figlio di Anna), poi confermata nel 1309.
La certosa di Mélan a Faucigny era stata terminata nel 1288 e, alla morte di Beatrice, nel 1310, la sua salma vi fu tumulata accanto a quella del figlio. A oggi i due sepolcri non sono stati ritrovati.

## Discendenza
Beatrice diede al primo marito, Ghigo VII quattro figli:
- Giovanni (1264 – 1282), futuro delfino del Viennois, conte d'Albon[30];
- Andrea (dopo il 1267 – dopo il 1270)
- Anna, citata nel testamento del padre[24], delfina del Viennois e contessa d'Albon[30], andata sposa nel 1273 a Umberto I de la Tour-du-Pin, divenuto, con il matrimonio, il primo delfino del Viennois del casato de La Tour-du-Pin[30];
- Caterina (prima del 1267 – dopo il 1307), citata nel testamento del padre[24].

Beatrice al suo secondo marito, Gastone VII, non diede figli.

### Fonti primarie
- (LA)  De Allobrogibus libri novem.
- (LA)  Matthæi Parisiensis, Monachi Sancti Albani, Chronica Majorar, vol. IV.
- (LA)  Matthæi Parisiensis, Monachi Sancti Albani, Chronica Majorar, vol. V.
- (LA)  Monumenta Germaniae Historica, Scriptores, tomus XXIII.
- (LA)  Calendar of the Charter Rolls of Henry III
- (LA)  Peter der Zweite, Graf von Savoyen, Markgraf in Italien
- (FR)  Jean de Joinville et les seigneurs de Joinville
- (FR)  Regeste genevois
- (FR)  Cartulaire de Hugues de Chalon (1220-1319)
- (FR)  Regeste dauphinois

### Letteratura storiografica
- E.F. Jacob, "Inghilterra : Enrico III", in Storia del mondo medievale, vol. VI, 1999, pp. 198–234
- (FR)  Histoire de Savoie, d'après les documents originaux,... par Victor ... Flour de Saint-Genis. Tome 1
- (FR)  Histoire généalogique de la royale maison de Savoie, justifiée par titres, ..par Guichenon, Samuel
- (FR)  Histoire de la Maison de Savoie
- (FR)  Histoire generale de Dauphiné. Par Nicolas Chorier, Pag 858
- (FR)  LA VASCONIE.